# Општина Улцињ
Општина Улцињ (алб. Komuna e Ulqinit) се налази на крајњем југу црногорског приморја, на граници са Албанијом. Седиште општине је градско насеље Улцињ. Према резултатима пописа из 2023. године имала је 20.507 становника.

## Насељена места
У општини се налази 41 насеље. Извршене су измене у броју насељених места у општини у односу на стари Закон о територијалној организацији: нека насељена места су модификовала своја имена па су тако Кодре, Колонза, Крута, Међреч и Зогањ сада Кодра, Коломза, Круте Улцињске, Међуреч и Зогање респективно. Насеље Можура више не постоји, док су формирана нова насељена места Ђеране, Зењ и Суме.

## Становништво

### Национални састав становништва општине по попису 2023. године
| Национални састав (са уделом преко 1%)‍ | Национални састав (са уделом преко 1%)‍ | Национални састав (са уделом преко 1%)‍ | Национални састав (са уделом преко 1%)‍ | Национални састав (са уделом преко 1%)‍ |
| -------------------------------------- | -------------------------------------- | -------------------------------------- | -------------------------------------- | -------------------------------------- |
|                                        |                                        |                                        |                                        |                                        |
| Албанци                                | Албанци                                |                                        | 15.078                                 | 73,52%                                 |
| Црногорци                              | Црногорци                              |                                        | 2.435                                  | 11,87%                                 |
| Срби                                   | Срби                                   |                                        | 1.025                                  | 4,99%                                  |
| Бошњаци                                | Бошњаци                                |                                        | 797                                    | 3,88%                                  |
| Муслимани                              | Муслимани                              |                                        | 330                                    | 1,60%                                  |
| остали                                 | остали                                 |                                        | 626                                    | 3,05%                                  |
| неизјашњени                            | неизјашњени                            |                                        | 216                                    | 1,05%                                  |
| Укупно: 20.507                         |                                        |                                        |                                        |                                        |

### Национални састав становништва општине по попису 2011. године
| Национални састав (са уделом преко 1%)‍ | Национални састав (са уделом преко 1%)‍ | Национални састав (са уделом преко 1%)‍ | Национални састав (са уделом преко 1%)‍ | Национални састав (са уделом преко 1%)‍ |
| -------------------------------------- | -------------------------------------- | -------------------------------------- | -------------------------------------- | -------------------------------------- |
|                                        |                                        |                                        |                                        |                                        |
| Албанци                                | Албанци                                |                                        | 14.076                                 | 70,66%                                 |
| Црногорци                              | Црногорци                              |                                        | 2.478                                  | 12,44%                                 |
| Срби                                   | Срби                                   |                                        | 1.145                                  | 5,75%                                  |
| Муслимани                              | Муслимани                              |                                        | 770                                    | 3,87%                                  |
| Бошњаци                                | Бошњаци                                |                                        | 449                                    | 2,25%                                  |
| остали                                 | остали                                 |                                        | 578                                    | 2,90%                                  |
| неизјашњени                            | неизјашњени                            |                                        | 425                                    | 2,13%                                  |
| Укупно: 19.921                         |                                        |                                        |                                        |                                        |

### Верски састав становништва општине по попису 2023. године
| Верски састав (са уделом преко 1%)‍ | Верски састав (са уделом преко 1%)‍ | Верски састав (са уделом преко 1%)‍ | Верски састав (са уделом преко 1%)‍ | Верски састав (са уделом преко 1%)‍ |
| ---------------------------------- | ---------------------------------- | ---------------------------------- | ---------------------------------- | ---------------------------------- |
|                                    |                                    |                                    |                                    |                                    |
| Муслимани                          | Муслимани                          |                                    | 15.769                             | 76,90%                             |
| Православци                        | Православци                        |                                    | 2.365                              | 11,53%                             |
| Католици                           | Католици                           |                                    | 2.015                              | 9,83%                              |
| атеисти и агностици                | атеисти и агностици                |                                    | 107                                | 0,52%                              |
| остали                             | остали                             |                                    | 83                                 | 0,40%                              |
| неизјашњени                        | неизјашњени                        |                                    | 168                                | 0,82%                              |

### Верски састав становништва општине по попису 2011. године
| Верски састав (са уделом преко 1%)‍ | Верски састав (са уделом преко 1%)‍ | Верски састав (са уделом преко 1%)‍ | Верски састав (са уделом преко 1%)‍ | Верски састав (са уделом преко 1%)‍ |
| ---------------------------------- | ---------------------------------- | ---------------------------------- | ---------------------------------- | ---------------------------------- |
|                                    |                                    |                                    |                                    |                                    |
| Муслимани                          | Муслимани                          |                                    | 14.308                             | 71,82%                             |
| Православци                        | Православци                        |                                    | 2.964                              | 14,88%                             |
| Католици                           | Католици                           |                                    | 2.196                              | 11,02%                             |
| атеисти и агностици                | атеисти и агностици                |                                    | 56                                 | 0,28%                              |
| остали                             | остали                             |                                    | 170                                | 0,85%                              |
| неизјашњени                        | неизјашњени                        |                                    | 227                                | 1,14%                              |

### Језички састав становништва општине по попису 2023. године
| Језички састав (са уделом преко 1%)‍ | Језички састав (са уделом преко 1%)‍ | Језички састав (са уделом преко 1%)‍ | Језички састав (са уделом преко 1%)‍ | Језички састав (са уделом преко 1%)‍ |
| ----------------------------------- | ----------------------------------- | ----------------------------------- | ----------------------------------- | ----------------------------------- |
|                                     |                                     |                                     |                                     |                                     |
| Албански језик                      | Албански језик                      |                                     | 15.233                              | 74,28%                              |
| Српски језик                        | Српски језик                        |                                     | 1.706                               | 8,32%                               |
| Црногорски језик                    | Црногорски језик                    |                                     | 2.400                               | 11,70%                              |
| Бошњачки језик                      | Бошњачки језик                      |                                     | 537                                 | 2,63%                               |
| остали                              | остали                              |                                     | 522                                 | 2,56%                               |
| неизјашњени                         | неизјашњени                         |                                     | 109                                 | 0,53%                               |

### Језички састав становништва општине по попису 2011. године
| Језички састав (са уделом преко 1%)‍ | Језички састав (са уделом преко 1%)‍ | Језички састав (са уделом преко 1%)‍ | Језички састав (са уделом преко 1%)‍ | Језички састав (са уделом преко 1%)‍ |
| ----------------------------------- | ----------------------------------- | ----------------------------------- | ----------------------------------- | ----------------------------------- |
|                                     |                                     |                                     |                                     |                                     |
| Албански језик                      | Албански језик                      |                                     | 14.352                              | 72,04%                              |
| Српски језик                        | Српски језик                        |                                     | 2.385                               | 11,97%                              |
| Црногорски језик                    | Црногорски језик                    |                                     | 2.138                               | 10,73%                              |
| Бошњачки језик                      | Бошњачки језик                      |                                     | 207                                 | 1,04%                               |
| остали                              | остали                              |                                     | 584                                 | 2,93%                               |
| неизјашњени                         | неизјашњени                         |                                     | 255                                 | 1,28%                               |